# Copaiba

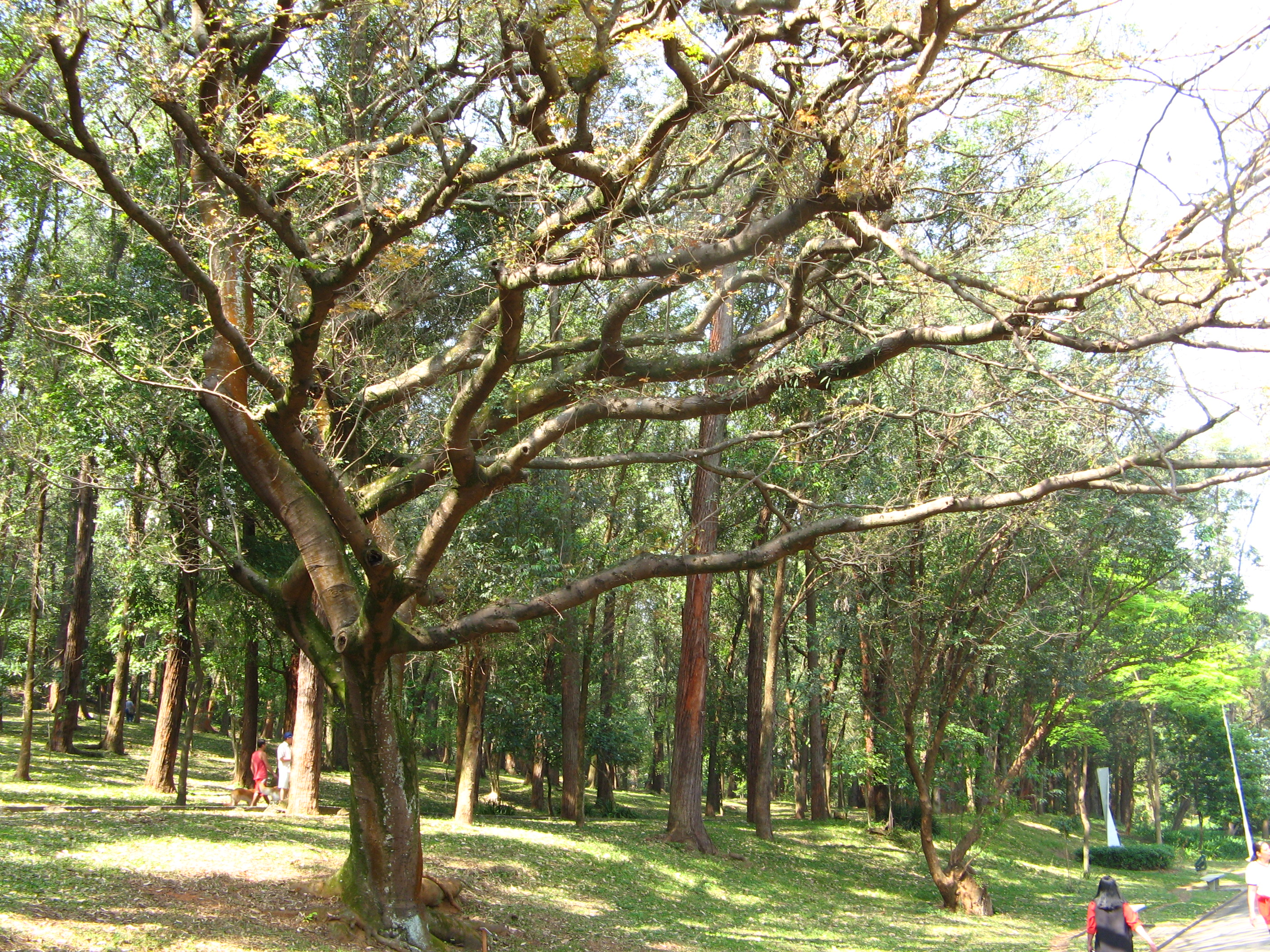
Esemplare di Copaifera langsdorfii in un parco di San Paolo, Brasile.

La copaiba è un'oleoresina ottenuta dal tronco di diverse leguminose sudamericane del genere Copaifera.
È inoltre il nome comune di diversi alberi della famiglia delle leguminose in Africa, America Centrale e Sudamerica.
Contiene terpene e trova utilizzo nella fabbricazione di lacche e vernici; viene utilizzata anche nella produzione di biodiesel vista la resa di 12.000 litri per ettaro all'anno.
Trova diversi utilizzi nella medicina alternativa già dal XVIII secolo ma le proprietà medicinali effettivamente dimostrate dalla ricerca scientifica sono più limitate. Risulta efficace nella leishmaniosi e ha proprietà antifungine.